# Occamisme

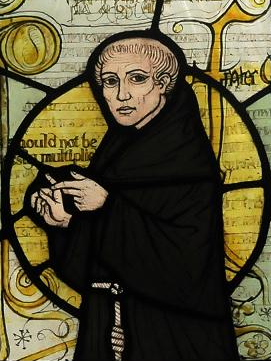
Guillem d'Ockham, l'epònim de l'occamisme.

L'ocamisme (o ockhamisme ) és l'ensenyament filosòfic i teològic desenvolupat per Guillem d'Occam (1285–1347) i els seus deixebles, que va tenir una difusió generalitzada al segle XIV.
L'ocamisme es diferenciava de les altres escoles escolàstiques en dos punts principals: (1) que només existeixen els individus, en lloc d'universals, essències o formes metafísiques supraindividuals (els universals són productes abstractes de la ment i no tenen existència independent), i (2) la reducció de l'ontologia.

## Contingut i mètode
L'ocamisme qüestiona la metafísica física i aristotèlica i, en particular, insisteix que l'única realitat accessible al coneixement és la intuïtiva. Els universals, que existeixen només a la ment, no tenen correspondència amb la realitat i són mers signes que simbolitzen una multiplicitat d'individus. Com més s'allunya de l'experiència i es generalitza, més s'imagina la constitució de l'univers expressat pels noms. Cal, doncs, revisar les estructures lògiques del discurs i del llenguatge per separar el signe del significat. La crítica al concepte de causa i substància, especialment per part de l'occamiste Nicolas d'Autrecourt, redueix les ciències a maneres immediates i intuïtives de conèixer.
Els occamistes emprant el mètode nominalista separen la teologia dels fonaments aristotèlics, fent-los perdre qualsevol possibilitat de presentar-se com a ciència, i reduint la confiança en el poder de la raó aplicat a les suposades demostracions de l'existència de Déu i de qualsevol immortalitat de l'ànima. Malgrat això, van plantejar el poder absolut de Déu per explicar la contingència de les criatures i les lleis de la naturalesa. L'omnipotència divina inclou també la idea que Déu pot comprendre un objecte inexistent: una anticipació del "Déu enganyós", un tema que Descartes va utilitzar per afirmar la certesa del cogito ergo sum.
L'ocamisme va tenir una àmplia influència entre els segles XIV i XVII,  contribuint a la progressiva dissolució de l'aristotelisme escolàstic.